# Astragalus kralikii
Astragalus kralikii är en ärtväxtart som beskrevs av Jules Aimé Battandier. Astragalus kralikii ingår i släktet vedlar, och familjen ärtväxter. Inga underarter finns listade i Catalogue of Life.